# Forti e Liberi

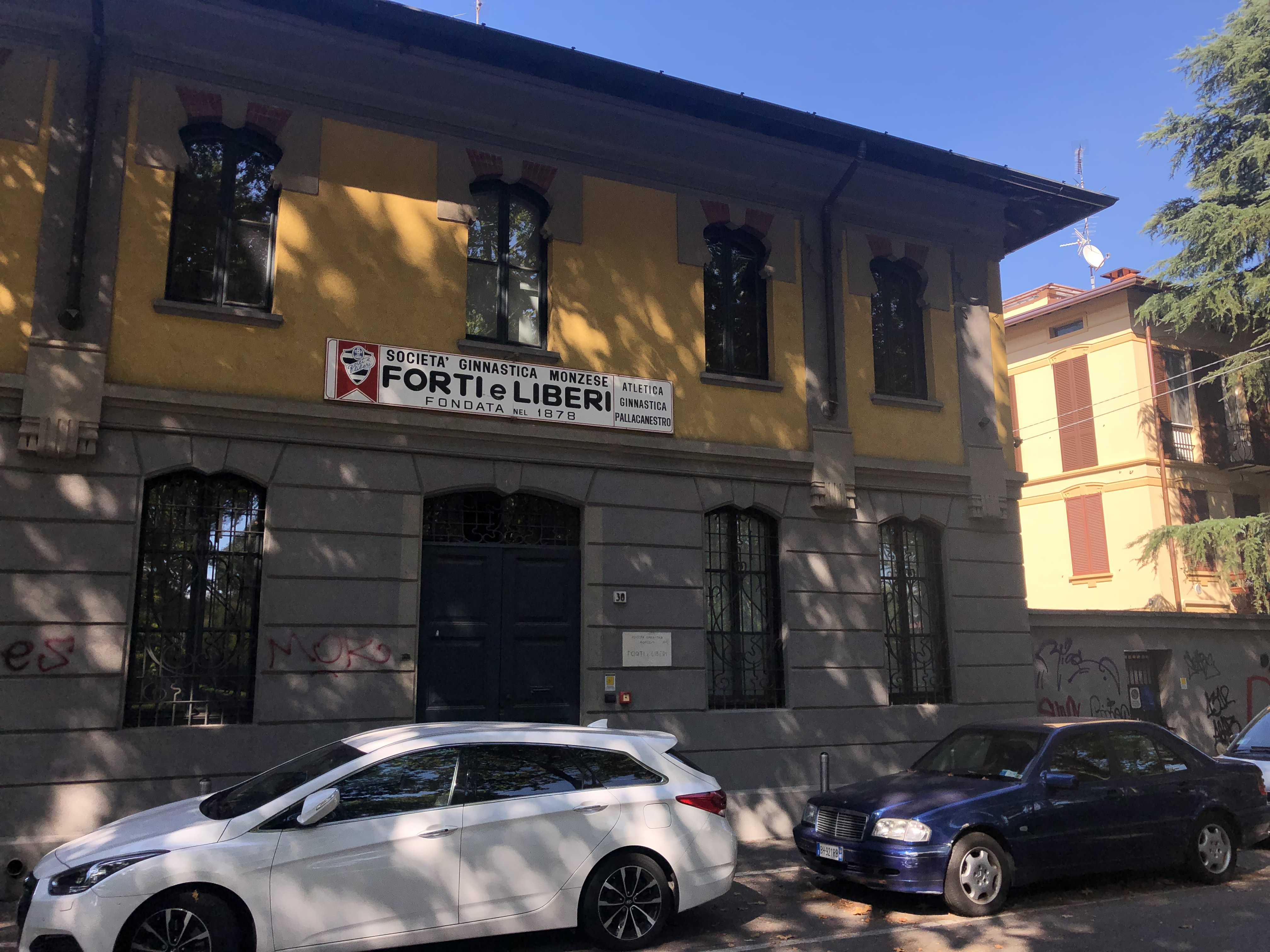
Entrata della Forti e Liberi nel 2022

La Società Ginnastica Monzese Forti e Liberi è una società polisportiva monzese nata nel 1878 con il fine di "diffondere e rendere familiare tra i giovani gli esercizi di ginnastica educativa, in modo da favorire lo sviluppo fisico e rinvigorire il carattere della gioventù e di divulgare le istruzioni che abbiano uno scopo educativo affine alla ginnastica". Il nome s'ispira al motto, reso in italiano, della Lega ginnica tedesca.

## Storia

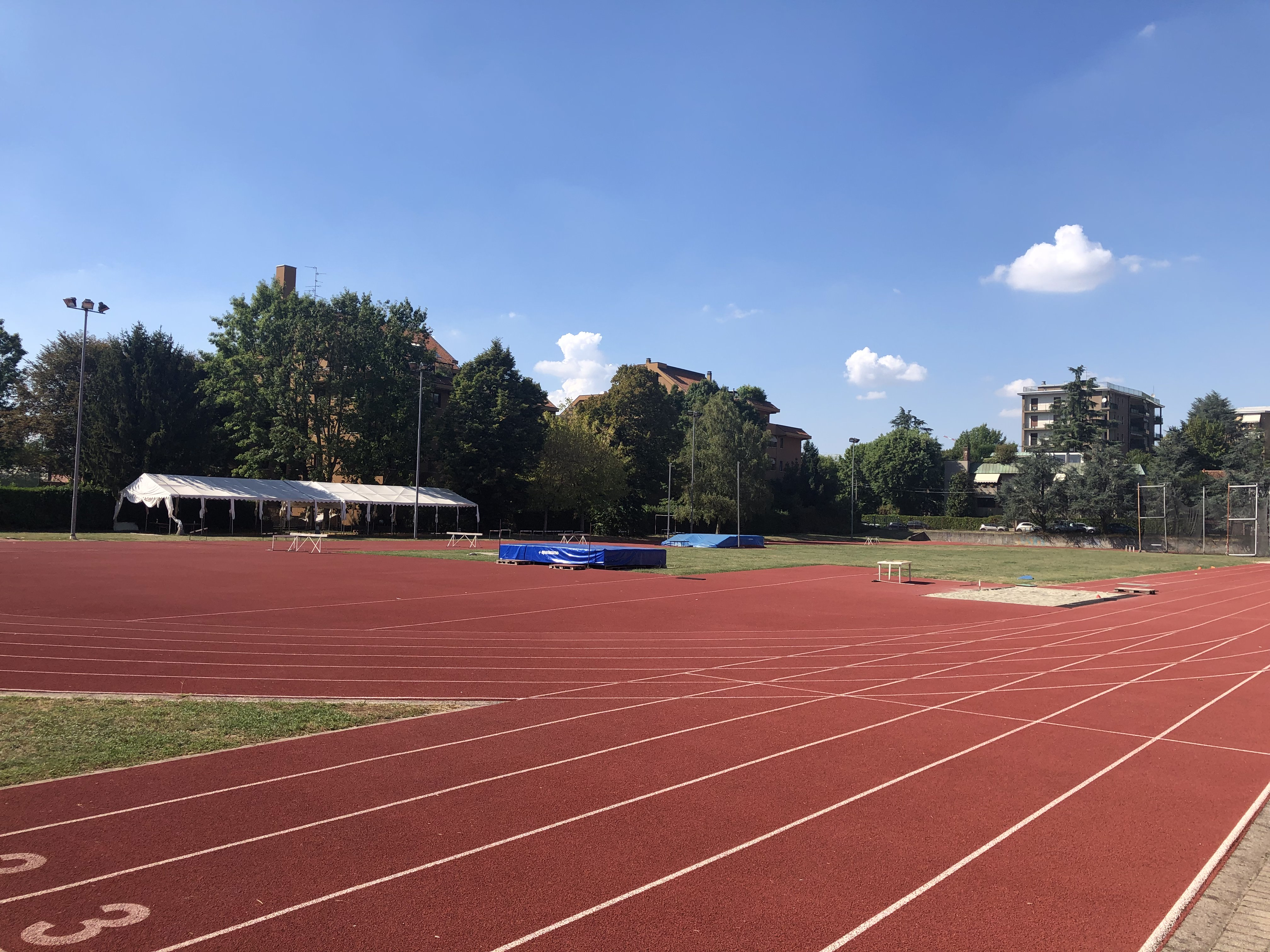
Pista d'atletica della Forti e Liberi nel 2022

Si affiliò alla F.G.N.I. in data 30 ottobre 1889 come risulta dalla rivista mensile "Il Ginnasta" che pubblicò nel 1912 un Ruolo di anzianità delle società affiliate.
La sua prima sede fu Villa Pennati in Via Frisi, a Monza, e fu poi spostata in Corso Milano, mentre il campo sportivo adibito ai giochi ginnastici era ubicato sul lato destro del "Vialone Reale" (oggi Viale Cesare Battisti) avendo di fronte la Villa Reale, la residenza estiva della Famiglia Reale.

In occasione di una esibizione ginnastica in data 29 luglio 1900 a cui presenziò Re Umberto I, fatale per il Re fu l'attentato di Gaetano Bresci.

Il luogo del delitto, e quindi lo spazio che fino a quel momento era stato utilizzato dalla Forti e Liberi, fu in seguito destinato all'erigenda Cappella Espiatoria.

In cambio, alla società ginnastica fu concesso l'attuale spazio prospiciente alla Cappella, su cui il 24 maggio 1903 fu realizzata l'attuale sede comprensiva del campo sportivo sita in Viale Cesare Battisti.
La Forti e Liberi fu sempre molto attenta all'introduzione dei nuovi giuochi ginnastici, tanto da inviare a Treviso un proprio rappresentante in occasione del Concorso Nazionale del 1896 in cui per la prima volta, dopo l'uscita dei libri del Maestro Francesco Gabrielli "Giuochi ginnastici raccolti e descritti per le scuole e per il popolo" (edito dalla Hoepli nel 1895) e "Il giuoco dello sfratto a palla vibrata o Schleuder-ball" (1896), di questi veniva effettuata la prima esibizione pubblica.
Un ruolo importante la Forti e Liberi lo svolse anche in occasione della divulgazione del giuoco del calcio nei primi anni del Novecento, ma soprattutto in occasione della nascita del Monza F.B.C. nel 1912 e l'anno successivo in cui alcuni suoi atleti, sotto il nome di Juventus, andarono a rimpolpare il gruppo di giocatori che si fusero con il Monza F.B.C. nell'A.C. Monza.
Nel dopoguerra i rapporti con l'A.C. Monza non furono sempre sereni. Di fronte alle continue richieste di atleti da utilizzare per i campionati calcistici e soprattutto alla richiesta di usufruire del campo giochi che aveva le misure ottimali (90x50) per potervi costruire uno stadio, il Consiglio Direttivo in un'assemblea del 1921 respinse tutte le richieste dei bianco-celesti optando per la costituzione di una propria squadra di calcio che fu affiliata alla F.I.G.C. all'inizio della stagione sportiva 1921-1922 e che rimase attiva fino alla metà degli anni trenta anche in ambito U.L.I.C.
Nel 1941 il Presidente Giuseppe Sala cedette al Comune di Monza a titolo gratuito tutta l'area degli impianti sportivi comprendente la palestra, la pista di atletica, il campo da tennis e quello per il gioco delle bocce.
Dopo la fine della seconda guerra mondiale viene allestito nella palestra il nuovo campo di basket e la squadra in maglia bianco-nera viene iscritta al campionato di Prima Divisione regionale. In seguito, nel 1984 con Bob Lienhard viene promossa al campionato italiano di Serie B.
Nel 1967 la Società viene insignita dal CONI della Stella al merito sportivo.

Nel 1969 la vecchia palestra viene sostituita da quella nuova che permette alla società di dar vita al Centro di Addestramento per bambini dai sei ai dodici anni, cosa che portò in poco tempo all'aumento delle iscrizioni ai corsi di ginnastica e basket a livelli mai registrati negli anni precedenti.

## Atleti famosi
La Società vanta un'importante storia atletica in Monza avendo formato molte generazioni di atleti, alcuni dei quali hanno raggiunto un livello nazionale, mondiale e anche olimpico. Tra questi è bene ricordare:
- Ernesto Ambrosini (olimpionico ad Anversa nel 1920 – medaglia di bronzo nel 3 000 siepi – olimpionico a Parigi nel 1924 – più volte campione nazionale di mezzofondo e detentore di due record nazionali)
- Ottavio Monti (olimpionico a Parigi nel 1924 per la ginnastica artistica)
- Franco Tognini (olimpionico a Los Angeles nel 1932 - medaglia d'oro per la ginnastica a squadre – olimpionico a Berlino nel 1936 – olimpionico a Londra nel 1948 come direttore tecnico della nazionale di ginnastica artistica)
- Luigi Kullmann (monzese, giocatore della nazionale di hockey su pista, che iniziò l'attività sportiva con la squadra di calcio della Forti e Liberi (ragazzi) alla fine degli anni venti per poi diventare attaccante del S.H.C. Monza)
- Ettore Perego (campione nazionale di ginnastica artistica e olimpionico a Londra nel 1948)
- Luca Barzaghi (nazionale di maratona – 3º campionati mondiali duathlon nel 1999-2000).
- Walter Bonatti (alpinista)
- Armando Sardi (velocista più volte campione d'Italia e azzurro alle Olimpiadi di Roma 1960 e Tokyo 1964).